# Gentle
Gentle, il cui vero nome è Nezhno "Nez" Abidemi, è un personaggio dei fumetti creato da Craig Kyle e Chris Yost (testi) e Mark Brooks (disegni), pubblicato dalla Marvel Comics. Apparso per la prima volta sulle pagine di New X-Men (seconda serie) n. 23 (aprile 2006), è uno dei ventisette studenti dello Xavier Institute ad aver mantenuto i propri poteri dopo la decimazione dell'M-Day.

## Biografia del personaggio

### Decimazione
Unico membro conosciuto del team affidato alle cure di Tempesta, dopo l'attentato al bus che costò la vita a tutti gli studenti depotenziati Emma Frost lo escluse dal combattimento che avrebbe determinato i membri dei New X-Men, ultima squadra nonché generazione di X-Men.
Come abitante del Wakanda, Nezhno fu anche l'unico studente invitato al matrimonio fra Tempesta e Pantera Nera durante Civil War.

### Messiah Complex
Assieme agli altri studenti che ascoltano la storia narrata da Blindfold su Magik, Nazhno viene rapito da Belasco e portato nel Limbo dove per la prima volta viene menzionato il suo nome-in-codice, Gentle, e la sua capacità d'incrementare la propria massa muscolare e di conseguenza la forza fisica.
Dopo esser tornato, decise di cominciare un periodo di meditazione per far sopire la violenza latente in lui in modo da incanalarla ed utilizzarla solo per difendere i suoi amici. Durante un check-up medico con Bestia, parlando con Pixie rivelò che il proprio potere ed il suo frequente utilizzo l'avrebbero sicuramente portato alla morte a causa dell'enorme quantità di energia che il suo corpo produceva ma che non era in grado di contenere se non tramite particolare tatuaggi al vibranio. Durante l'attacco delle Sentinelle di O*N*E allo Xavier Institute, Nez per la prima volta fece sfoggio dei suoi pieni poteri e prima di essere messo k.o. riuscì ad abbattere tutto da solo uno dei giganteschi robot. Tempo dopo, assieme a Corazza tenne impegnato il Predatore X in modo da non farlo penetrare all'interno dell'infermeria dove giacevano parecchi X-Men feriti dai precedenti scontri, mentre Pixie recitava un incantesimo di teletrasporto che avrebbe portato tutti sull'isola Muir.

### Divisi resistiamo
Solo tre giorni dopo lo smantellamento degli X-Men, Nez decise di tornare nel Wakanda, suo paese d'origine. Benché salutato nientemeno che dal re Pantera Nera, gli altri wakandiani non l'accolsero con lo stesso calore e addirittura la sua stessa madre volle scambiare solo poche parole con lui. La causa di ciò è da ricercarsi nell'ascendenza biologica di Nez, che avendo padre russo non veniva considerato un wakandiano a tutti gli effetti. Così nei momenti di solitudine, Nezhno si ritrovò a pensare con malinconia ai suoi vecchi amici, che benché non lo lasciassero mai in pace almeno non avevano timore o vergogna di parlare e farsi vedere con lui.

## Poteri e abilità
Nezhno possiede l'abilità di aumentare temporaneamente la propria massa muscolare con conseguente aumento della forza fisica. Tuttavia non può sostenere tale sforzo che per un periodo limitato poiché il suo corpo ne verrebbe consumato fino alla morte. Per impedire ciò gli furono applicati (e costantemente rinnovati) particolari tatuaggi al vibranio per contenere il livello di energia. Fu proprio per la sua sicurezza personale che al momento dello scontro fra i giovani mutanti per formare i New X-Men, Emma lo escluse a priori. Sembra inoltre che a causa del suo potere, Nez abbia perso quasi del tutto il senso del tatto.

### Personalità e valori
Nezhno è essenzialmente un individuo calmo ed introverso, che non ama parlare molto. Possiede saldi principi morali e pacifisti ed aborrisce qualsiasi tipo di violenza, a dispetto della letale natura della sua mutazione che non utilizza se non in casi di estrema necessità e pericolo.